# 741
741 (DCCXLI) je bilo navadno leto, ki se je po julijanskem koledarju začelo na nedeljo.

## Dogodki
- 1. januar

## Rojstva
- Pipin Mali, frankovski kralj († 768)

## Smrti
- Leon III. Izavrijec, cesar Bizantinskega cesarstva (* 685)
- Karel Martel, frankovski majordom (* 714)
- Teodoald, dvorni majordom Avstrazije  (* 707 ali 708)